# Esporte em Singapura

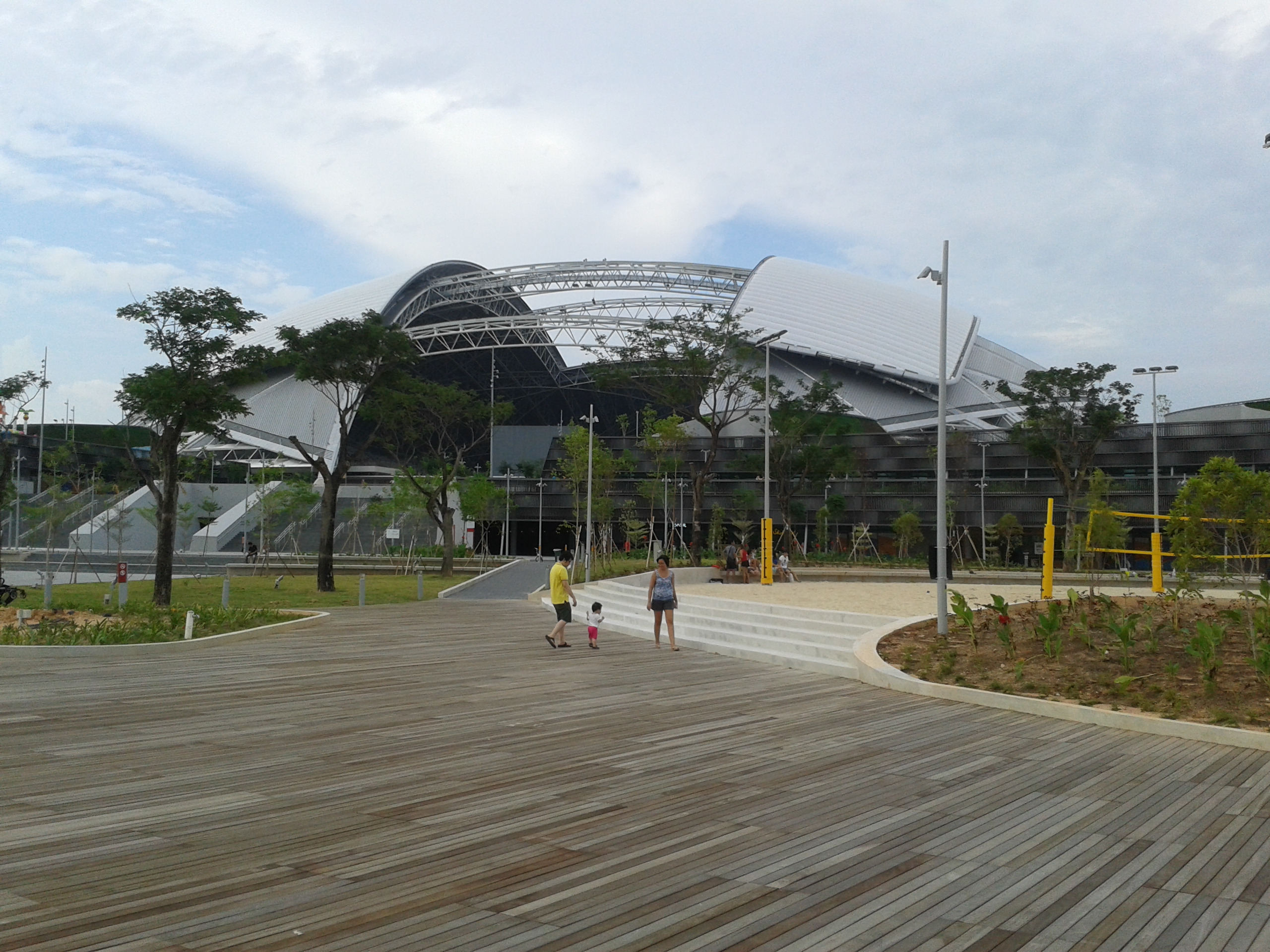
O novo Estádio Nacional de Singapura

O Esporte em Singapura tem um proeminente papel na sociedade de Singapura.
Os esportes populares em Singapura são: automobilismo, futebol, basquetebol, badminton, natação, rugby union, ciclismo e tênis de mesa.[carece de fontes?]

## Automobilismo

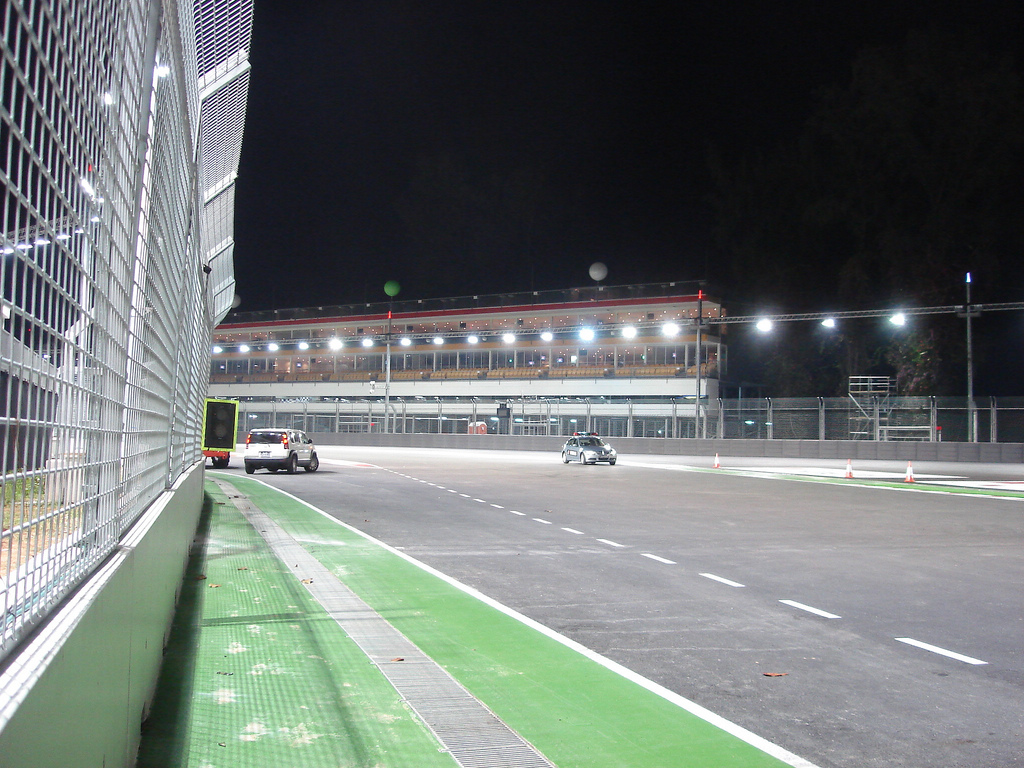
Circuito de Marina Bay.

O Marina Bay Singapore Street Circuit, também conhecido como Singapore Street Circuit, é um circuito de rua localizado em Marina Bay e tem 5,2 km. Recebeu o Grande Prêmio de Singapura pela primeira vez em 2008, o primeiro realizado a noite na categoria.